# Gahnia filifolia
Gahnia filifolia là loài thực vật có hoa trong họ Cói. Loài này được (C.Presl) Kük. ex Benl mô tả khoa học đầu tiên năm 1940.